# Dragutin Ciotti
Dragutin Ciotti (Sušak, 19. listopada 1905. – 17. ožujka 1974.), hrvatski gimnastičar. Prvi hrvatski gimnastičar koji je nastupio na Olimpijskim Igrama i ujedno osvojio i odličje (OI u Amsterdamu 1928).
Rodio se u obitelji oca Talijana, učitelja Giuseppea Ciottija i majke Hrvatice Albine Ciotti, rođene Blečić. Bio je sedmo od desetero djece.
Burnih godina u riječkom kraju nakon prvog svjetskog rata kad je bilo upitno kome će dopasti taj kraj, Ciotti je izabrao živjeti u Kraljevini SHS te nastupati za iste.
Bio je velikim ljubiteljem gimnastike. Vježbao je u prostorijama hrvatskog tjelovježbačkog društva, Sokola. Uspio je ući u državnu reprezentaciju u vrijeme kad je bila jednom od triju najjačih na svijetu. Malo je tko od Hrvata u ono vrijeme to uspio (njegov mještanin Rafajlo Ban)
Nastupao je za Kraljevinu Jugoslaviju. Bio je član Sokolskog Društva Sušak-Rijeka. Osvajač je brončane medalje na Olimpijskim igrama u Amsterdamu 1928.
Zbog specifičnih okolnosti pogrešno ga se smatralo slovenskim športašem. Radi se o tome da je jedini Hrvat u izabranoj vrsti gimnastičara među Slovencima, a povrh toga imao je neslavensko prezime.
Poslije športske karijere radio je u poduzećima koji su se bavili drvom: Jugodrvu, Transjugu, Exportdrvu.
Sa športašima je do kraja života ostao u bliskoj svezi. Bio je blizak s roditeljima poznatog hrvatskog športaša Zdravka Ćire Kovačića te sa supruzinim rođakom, hrvatskim vaterpolskim olimpijcem Ivanom Jobom Kurtinijem.

## Vanjske poveznice
- Dragutin Ciotti
- Trg riječkih olimpijaca na sljedećoj sjednici Gradskog vijeća
- Sportski velikani i medalje koje hrvatska sportska povijest ne smije zaboravljati  Arhivirana inačica izvorne stranice od 1. kolovoza 2012. (Wayback Machine)